# Jemen i olympiska sommarspelen 2016
Jemen deltog med tre deltagare vid de olympiska sommarspelen 2016 i Rio de Janeiro. Ingen av landets deltagare erövrade någon medalj.

## Friidrott
Förkortningar
- Notera– Placeringar avser endast det specifika heatet.
- Q = Tog sig vidare till nästa omgång
- q = Tog sig vidare till nästa omgång som den snabbaste förloraren eller, i fältgrenarna, genom placering utan att nå kvalgränsen
- NR = Nationellt rekord
- N/A = Omgången fanns inte i grenen
- Bye = Idrottaren behövde inte tävla i omgången

Bana och väg
| Idrottare      | Gren                  | Heat     | Heat      | Semifinal        | Semifinal        | Final            | Final            |
| Idrottare      | Gren                  | Resultat | Placering | Resultat         | Placering        | Resultat         | Placering        |
| -------------- | --------------------- | -------- | --------- | ---------------- | ---------------- | ---------------- | ---------------- |
| Mohammed Rageh | Herrarnas 1 500 meter | 3:58,99  | 14        | Gick inte vidare | Gick inte vidare | Gick inte vidare | Gick inte vidare |

## Judo
| Idrottare   | Gren                     | Omgång 1             | Omgång 2                 | Kvartsfinaler        | Semifinaler          | Återkval             | Final / BM           | Final / BM       |                  |
| Idrottare   | Gren                     | Motståndare Resultat | Motståndare Resultat     | Motståndare Resultat | Motståndare Resultat | Motståndare Resultat | Motståndare Resultat | Placering        |                  |
| ----------- | ------------------------ | -------------------- | ------------------------ | -------------------- | -------------------- | -------------------- | -------------------- | ---------------- | ---------------- |
| Zeyad Mater | Herrarnas lättvikt −73kg | Bye                  | Scvortov (UAE) L 000–010 | Gick inte vidare     | Gick inte vidare     | Gick inte vidare     | Gick inte vidare     | Gick inte vidare | Gick inte vidare |